# Eugeniusz Ptak
Eugeniusz Ptak (ur. 1 października 1960 w Marchwaczu) – piłkarz grający na pozycji napastnika. W latach 80. bronił barw Zagłębia Lubin. W 1989 roku był królem strzelców drugiej ligi. Był też zdobywcą pierwszej bramki w ekstraklasie dla "Miedziowych". Po pięciu sezonach w Zagłębiu wyjechał na Cypr do klubu Apollon Limassol, później grał m.in. w niemieckim FC Rastatt 04 i Miedzi Legnica.